# Kdenlive
Kdenlive est un logiciel de montage vidéo. Diffusé sous licence GPN GPL, c'est un logiciel gratuit et libre.  Il est disponible sur Microsoft Windows, Linux, MacOS et BSD.
Outil solide, doté de nombreuses fonctionnalités, il s’adresse aussi bien aux débutants que aux monteurs experimentés. Kdenlive est un projet à but non-lucratif.
Il fait partie de la famille KDE.

## Présentation
Kdenlive est un éditeur vidéo non-linéaire, permettant de monter sons et images avec divers effets spéciaux. Le logiciel utilise le moteur de montage vidéo MLT (Media Lovin' Toolkit), qui s'appuie largement sur le projet de codec audio/vidéo FFmpeg. Kdenlive bénéficie ainsi de tous les codeurs et décodeurs audio ou vidéo supportés par FFmpeg. Les technologies de KDE sont également utilisés au sein du logiciel. Son nom est l'acronyme de KDE Non Linear Video Editor.
Se voulant simple de présentation et d’usage, il s’adresse à un public débutant dans le domaine mais aussi aux monteurs confirmés recherchant une solution viable sous GNU/Linux. Il intègre de nombreux effets, de simples filtres aux effets plus sophistiqués tels que la rotoscopie pour gérer des masques, un tracker ou encore système d'analyse vidéo pour la stabilisation ou le découpage automatique de vidéo.
Kdenlive gère les formats DV et HDV (MPEG-2, AVCHD) et de nombreux autres formats, sans qu'il soit nécessaire d'importer puis de convertir les fichiers.
Kdenlive est installable sur la plupart des distributions GNU/Linux. Il est possible d’utiliser Kdenlive sans posséder KDE, par exemple en restant sous Gnome. Il est également utilisable sous FreeBSD, OpenBSD et depuis décembre 2016 sur Windows. 